# 1.1.1.1
1.1.1.1は、無料のDNSキャッシュサーバサービスである。このサービスはCloudflare(クラウドフレア)がAPNICと提携して維持・運営を行っている。
2018年4月1日に発表され、「プライバシーを優先した消費者向けのDNSサービスとしては、インターネット上で最速」であるとCloudflareは主張している。CloudflareはiOSとAndroid, macOS Windows, Linux向けの1.1.1.1サービスのアプリを発表している。

## サービス
1.1.1.1では、以下のDNSサーバで公開用のDNSキャッシュサーバを運用している。従来のDNSクエリサービスは以下のとおり。
| 区分                                                   |               | IPv4    | IPv6                 | FQDN                                             |
| ------------------------------------------------------ | ------------- | ------- | -------------------- | ------------------------------------------------ |
| メインストリーム (1.1.1.1)                             | 優先DNSサーバ | 1.1.1.1 | 2606:4700:4700::1111 | one.one.one.one 1dot1dot1dot1.cloudflare-dns.com |
| メインストリーム (1.1.1.1)                             | 代替DNSサーバ | 1.0.0.1 | 2606:4700:4700::1001 | one.one.one.one 1dot1dot1dot1.cloudflare-dns.com |
| ファミリー用 （マルウェアとアダルトコンテンツブロック) | 優先DNSサーバ | 1.1.1.3 | 2606:4700:4700::1113 | family.cloudflare-dns.com                        |
| ファミリー用 （マルウェアとアダルトコンテンツブロック) | 代替DNSサーバ | 1.0.0.3 | 2606:4700:4700::1003 | family.cloudflare-dns.com                        |
| セキュリティ （マルウェアブロック）                    | 優先DNSサーバ | 1.1.1.2 | 2606:4700:4700::1112 | security.cloudflare-dns.com                      |
| セキュリティ （マルウェアブロック）                    | 代替DNSサーバ | 1.0.0.2 | 2606:4700:4700::1002 | security.cloudflare-dns.com                      |

| 区分                       |               | DNS64                | FQDN                     |
| -------------------------- | ------------- | -------------------- | ------------------------ |
| メインストリーム (1.1.1.1) | 優先DNSサーバ | 2606:4700:4700::64   | dns64.cloudflare-dns.com |
| メインストリーム (1.1.1.1) | 代替DNSサーバ | 2606:4700:4700::6400 | dns64.cloudflare-dns.com |

DNS over HTTPS は以下のとおり。
| 区分                                                   |                                               |
| ------------------------------------------------------ | --------------------------------------------- |
| メインストリーム (1.1.1.1)                             | https://cloudflare-dns.com/dns-query          |
| ファミリー用 （マルウェアとアダルトコンテンツブロック) | https://family.cloudflare-dns.com/dns-query   |
| セキュリティ （マルウェアブロック）                    | https://security.cloudflare-dns.com/dns-query |

DNS over TLS は以下のとおり。
| 区分                       |                    |
| -------------------------- | ------------------ |
| メインストリーム (1.1.1.1) | cloudflare-dns.com |

Torは次のとおり。
| Tor                                                                     |
| ----------------------------------------------------------------------- |
| dns4torpnlfs2ifuz2s2yf3fc7rdmsbhm6rw75euj35pac6ap25zgqad.onion (ヘルプ) |

### フィルタリング
コンテンツフィルタリング機能も利用可能である。
- メインストリーム (1.1.1.1)：フィルタリングなし。[14]
- セキュリティ：Command and Control & Botnet[15]、Cryptomining、マルウェア、フィッシング、スパム[16]
- ファミリー用 (1.1.1.1 for families)：上記セキュリティに加え、アダルト・コンテンツ[16]

## 技術

### IPアドレスの以前の使用
技術に関するウェブサイトでは、Cloudflareは1.1.1.1を使用することによりインターネット標準に違反する既存の設定 (RFC 1918など) の設定ミスが露呈したことを指摘した。1.1.1.1は予約されたIPアドレスではなかったが、多くの既存のルーター (主にシスコシステムズが販売しているもの) と企業でプライベートネットワークのログインページ、退出ページ、またはその他の目的で使用されていたので、悪用された。これらのシステムでは、DNSサーバとして1.1.1.1を手動で設定して利用することはできない。また、このIPアドレスはわかりやすく、以前はテスト目的でよく使われていたので、多くのネットワークとISPでブロックされている。以上のような理由から、Cloudflareに大量のごみデータが流入した。

### 1.1.1.1と1.0.0.1の掃除
1.0.0.0/8 IPブロックは2010年にAPNICに割り当てられた。この時期まではどこにも割り当てられていなかった。しかし、割り当てられていないIPアドレス空間と、プライベートネットワーク用に予約されたIPアドレス空間とは異なるものである。例えば、AT&Tは彼らの共通プラットフォーム一覧 (CPE) ハードウェア内でのCPE問題を解決することに取り組んでいる、と述べている。

## Warp
2019年4月1日、Cloudflareは、1.1.1.1モバイルアプリに組み込まれるWarpと呼ばれるVPNサービスを開始することを計画していると発表した。標準的なサービスは無料で提供され、追加機能は有料となる。2019年9月25日、CloudflareはWarpをリリースした。

### 類似サービス
- Google Public DNS
- OpenDNS
- Quad9